# هرمان گراملیچ
هرمان گراملیچ (انگلیسی: Hermann Gramlich; ۲۴ آوریل ۱۹۱۳ – ۶ فوریهٔ ۱۹۴۲) بازیکن فوتبال اهل رایش آلمان بود.
وی همچنین در تیم ملی فوتبال آلمان بازی کرده‌است.